# Mate Vučetić
Mate Vučetić (Matija Ladislav Vučetić, Brinje, 1769. – Budimpešta, 30. rujna 1824.) - hrvatski pravnik.
Ovaj znanstveno-pedagoški djelatnik pročuo se u glavnom gradu stare Ugarske kao pravni pisac, dekan Pravnog fakulteta i rektor Sveučilišta Pazmany Peter u današnjoj Budimpešti. Prema prijepisu brinjske knjige krštenika, rođen je 1769. godine u Brinju. Njegov otac, konjanički satnik u graničarskoj postrojbi, poginuo je u jednom ratu s Turcima, a skrb o dječaku je preuzeo stric, dvorski kapelan u Beču, koji ga je poslao na školovanje u gimnaziju i konvikt pokraj Budimpešte.
Mate je filozofiju pohađao na akademiji u Trnavi, a pravne znanosti u Požunu, današnjoj Bratislavi i Beču. 1790. godine obranio je doktorsku dizertaciju s temom iz rimskog prava. Nakon mjesta profesora naravnog, javnog i privatnog prava u Košicama (Slovačka), prešao je na pravni fakultet u Sveučilišta u Pešti, da bi u godinama 1811. – 1812. bio dekanom tog fakulteta, a 1821. godine izabran je i za rektora Sveučilišta. Shrvan sušicom umro je u Pešti, 30. rujna 1824. godine.
U njegovim objavljenim znanstvenim djelima, pisanim latinskim jezikom, može se potvrditi njegova velika učenost i poznavanje pravne literature, a neki mađarski autori misle da mu na području feudalnog prava u Mađara nije bilo ravnoga.
O njegovoj omiljenosti kod studenata svjedoči i pjesma jednog naraštaja, a koju su mu napisali povodom završetka studija: 
»Zalazi sjajna zvijezda sretnog nam dana,
 Ah, dižemo se ispod krila velikog nam učitelja!
 Prerano nas tjera sudbina dijelit od njeg.
 Vučetić je samo jedan.«